# 天津市革命委员会
天津市革命委员会（简称天津市革委或天津市革委会）是文化大革命及其结束之后一段时期天津市地方国家权力机关（瘫痪状态的天津市人民代表大会）的常设机关（相当于人民代表大会常务委员会）兼执行机关（相当于人民政府），于1967年12月6日成立。1980年6月30日，天津市人民政府重新设立，天津市革命委员会被撤销。

## 主要领导人

### 文化大革命期间（1967年12月6日－1978年6月）
- 主任：解学恭
- 副主任：萧思明、郑三生、江枫、王一（1970年4月上任）、赵武成（1970年4月上任）、王曼恬（1970年4月上任、1977年1月离任）、李荣贵（1970年4月上任）、池必卿（1970年4月上任）、刘政（1970年4月上任）

### 过渡时期（1978年6月8日-1978年10月15日）
过渡时期领导人由中央直接任命
- 主任：林乎加
- 副主任：张淮三（1978年10月上任）

### 天津市第七届人民代表大会（1978年10月－1980年6月）
- 主任：陈伟达
- 副主任：郭春原、王一夫、刘刚、吴振、杜新波、郝田役